# 陳官俊
陳官俊（18世纪？—1849年），字伟堂，山东濰县人。清朝官员，进士出身。

## 生平
嘉庆十三年（1808年）取进士，选翰林院庶吉士，散馆授编修。迁赞善。嘉庆二十一年（1816年），入直上书房。宦海沉浮多年。道光十九年（1839年），累擢工部尚书，不久被撤职。道光二十一年（1816年），起用为通政使，累升礼部尚书，调工部。道光二十四年（1844年），任道光二十四年甲辰科会试主考官，授吏部尚书、协办大学士。后又被降级。道光二十九年（1849年）卒，朝廷赐恤，赠太子太保，入祀贤良祠，谥文悫。咸丰三年（1853年），朝廷又强令其子陳介祺代父认捐银四万两。《清史稿· 列传一百五十二》有传。

## 家庭
- 子陳介祺，道光二十五年（1845年）进士，官编修，通金石，为著名收藏家。
- 族孙陈恒庆，光绪丙戌科殿试，登进士二甲106名，著有《谏书稀庵笔记》。

## 延伸阅读
[在维基数据编辑]
 《清史稿·卷365》，出自趙爾巽《清史稿》

## 外部連結
- 陈官俊 （页面存档备份，存于）

| 官衔          | 官衔                                                                                     | 官衔        |
| ------------- | ---------------------------------------------------------------------------------------- | ----------- |
| 前任： 卓秉恬 | 吏部漢尚書 道光二十四年十二月戊申－道光二十九年七月戊戌 （1845年1月23日－1849年8月20日） | 繼任： 贾楨 |